# Benjamin Garavel
 (septembre 2016).
Si vous disposez d'ouvrages ou d'articles de référence ou si vous connaissez des sites web de qualité traitant du thème abordé ici, merci de compléter l'article en donnant les références utiles à sa vérifiabilité et en les liant à la section « Notes et références ».
Benjamin Garavel est le gymnaste masculin le plus médaillé de l'histoire de la gymnastique aérobic française, né le 1er juillet 1990 à Chambéry, il est également pilote d'avions.

## Biographie

### Gymnaste
Benjamin Garavel  a commencé sa carrière de gymnaste à l'âge de 3 ans[réf. souhaitée], avec la baby gym. À 9 ans, il a commencé le sport étude et s'entraînait 20 heures par semaine sur Aix-les-Bains.[réf. souhaitée]
À 11 ans (en 2002), il est devenu champion de France en individuel[réf. souhaitée] fédéral minimes en gymnastique artistique.[réf. souhaitée] Il a ensuite ramené d'autres médailles nationales que ce soit par équipe ou en individuel, puis a mis un terme définitif à cette carrière en 2007.
Il arrêta la gymnastique artistique, pour passer à la Gymnastique aérobic en 1999[réf. souhaitée]. Pour sa première année, en 1999-2000, il a terminé Champion de France. Depuis, il a gardé un titre de champion de France, chaque année de sa carrière (2000-2015).
Il a intégré l'équipe de France Espoir en 2003 et dès lors, sa carrière internationale. En 2004, il a représenté la France au championnat du monde à Sofia en Bulgarie. Il était en catégorie Espoir (12-14 ans), et a fini vice-champion du monde. En junior (15-17 ans), il a terminé médaillé de Bronze Européen en 2005, et vice-champion d'Europe en 2007 en Hongrie à l'âge de 17 ans.
Dans la catégorie senior, il a été le gymnaste masculin le plus médaillé de la gymnastique aérobic française.

## Palmarès

### Jeux Mondiaux(World Games)
- Jeux Mondiaux 2013, à Cali (Colombie)
  -  Médaille d'or en Individuel
  -  Médaille d'or en Duo
  -  Médaille de bronze en Groupe
- Jeux mondiaux 2009, à Kaohsiung, (Taïwan)
  -  Médaille de bronze en Trio

### Championnats du monde
- Championnat du Monde 2014, Cancun (Mexique)
  -  Médaille d'or en Équipe
  -  Médaille d'argent en Individuel
  -  Médaille d'argent en Duo
- Championnat du Monde 2012, Sofia (Bulgarie)
  -  Médaille d'argent en Équipe
  -  Médaille d'argent en Groupe
- Championnat du Monde 2010, Rodez (France)
  -  Médaille d'argent en Équipe
  -  Médaille de Bronze en Groupe
  -  Médaille de Bronze en Trio

### Championnats d'Europe
- Championnat d'Europe 2013, Arques (France)
  -  Médaille d'or en Groupe
  -  Médaille de Bronze en individuel
  -  Médaille de Bronze en Trio

- Championnat d'Europe 2011, Bucarest (Roumanie)
  -  Médaille de Bronze en Trio
- Championnat d'Europe 2009, Liberec (République Tchèque)
  -  Médaille d'argent en Groupe
  -  Médaille d'argent en Trio

### Coupe du Monde
- Vainqueur de 18 étapes de Coupe du Monde
- Vainqueur de la Coupe du Monde 2012 en Individuel et en Trio
- Vainqueur de la Coupe du Monde 2013 en Individuel

### Championnats de France
- 31 titres de Champion de France
- 6 titres de Vice-Champion de France
- 4 Médailles de Bronze

### Autres tournois internationaux
- 27 Médailles d'or
- 11 Médailles d'argent
- 5 Médailles de Bronze